# Lost Planet: Extreme Condition
 (février 2023).
Si vous disposez d'ouvrages ou d'articles de référence ou si vous connaissez des sites web de qualité traitant du thème abordé ici, merci de compléter l'article en donnant les références utiles à sa vérifiabilité et en les liant à la section « Notes et références ».
Lost Planet : Extreme Condition (ロスト プラネット エクストリーム コンディション), ou simplement Lost Planet, est un jeu vidéo de tir à la troisième personne développé et édité par Capcom en 2006 sur Xbox 360. Le jeu est également sorti sur Windows et PlayStation 3. Le jeu est réédité en 2008 sous-titré Colonies Edition avec de nouveaux modes de jeu et des cartes téléchargeables pour jouer en ligne.

## Synopsis
La planète « E.D.N.III » a été colonisée par les Humains il y a de cela plusieurs décennies parce que la Terre était devenue insupportable à vivre. Dans leurs recherches toujours plus grandes de formes d'énergie capable de subvenir aux besoins d'une population grandissante, les Humains découvrent les Akrids, une espèce insectoïde autochtone et particulièrement hostile. Dans leur retraite face à un ennemi quasiment invulnérable, les Humains parviennent à éliminer un Akrid et découvrent que leurs corps renferment une énergie incroyable, connue sous le nom d'Énergie Thermique (th-én). Ainsi une deuxième conquête de E.D.N.III commença, mais cette fois-ci à la recherche de l'énergie thermique. Bien que cela fasse maintenant des années que les Humains l'ont découverte, le seul moyen existant à ce jour de trouver de l'énergie thermique est le combat rapproché avec les Akrids. Wayne est le personnage principal, et son équipe est attaqué par un Akrid gigantesque connu sous le nom de Green Eye (Œil Vert) dès le début, et son père est apparemment tué dans l'attaque. Frappé d'amnésie, Wayne est retrouvé plus tard par un petit groupe de Pirates des Neiges auquel il se joint dans sa quête pour retrouver Green Eye et venger la mort de son père.

## Système de jeu
L'originalité du jeu est la gestion de la chaleur. Le joueur évoluant sur une planète glaciale, il devra sans cesse récupérer du th-én, pour pouvoir garder un niveau de chaleur élevé ; niveau qui baisse inexorablement, aussi la gestion des capteurs thermiques ajoute un petit aspect tactique au titre. Lorsque ce niveau d'énergie atteint zéro, la vie de Wayne se met à diminuer rapidement, ce qui empêche le joueur de se « planquer » en attendant que ses ennemis se calment. Le joueur pourra également contrôler divers VS (Vital-Suit, Combinaison de survie en français), des sortes de Mecha qui, une fois installés, épuisent la th-én de manière plus rapide, tout en procurant une protection accrue face aux tirs ennemis.

## Personnages
- Wayne Holden : voix  Josh Keaton
- Luka : voix Cristina Pucelli
- Shane Bandero : voix Tim Russ
- Yuri Solotov : voix Andrew Kishino
- Rick : voix Justin Shenkarow
- Gale Holden : voix Dorian Harewood
- Joe « le Narrateur » : voix Nolan North
- Dennis Isenberg : voix James Sie
- Basil : voix Cricket Leigh
- Autres personnages & organisations : Snow Pirates, « Firefighter » & Crimson Unity.

### Aliens (catégories d'Akrid)
- Akrid "S" : Trilid ; Sepia ; Sydsepia ; Bolsepia ; Piranha
- Akrid "M" : Genessa ; Dongo ; Chryatis ; Vodogg ; Raibee ; Defolma
- Akrid "G" : Godon ; Undeep ; Windega ; Raibion ; Queen ; Green Eye ; Tencale ; Saizarod ; Gordiant ; Akrid X ; Debouse ; Red Eye ; Baiztencale
- Akrid (type sans catégorie) : Gorechryatis ; Raibees ; Jellon & Jellites ; Parajellon & Parajellites ; Skalt ; Neegal ;  Dabula ; Over-G

## En ligne
Le mode multijoueur propose des nouveaux personnages (on peut incarner les aliens Akrid), armes et lieux. Les modes sont « Batailles en équipe », « Bataille individuel », « chasse ».
16 cartes sont proposées en ligne :
- Canyon 810
- Forteresse Pirate / Pirate Fortress
- Côte Disparue / Lost Coast
- Fissure / Dilapidation
- Terres gelées / Frozen Wasteland
- Rivières pourpres / Crimson River
- Centre NEVEC / Training Facility
- Ville sombre / Dark City
- Champ de bataille / Battleground
- Champ Radar / Radar Field
- Île 902 / Island 902 (avec mise à jour)
- Ruche convertie / Hive Complex (avec mise à jour)
- Lieu de l'épreuve / Trial Point (avec mise à jour)
- Technologie perdue / Lost Technology (avec mise à jour)
- Ruines /Ruins (avec mise à jour)
- Chute de glace / Ice Drop (avec mise à jour)

## Réception

### Critiques
Xbox 360
- GameSpot : 8.1/10
- IGN : 8.5/10
- 1UP.com : C+

Plusieurs prix ont été décernés à Lost Planet :
- Editor's Choice award par IGN
- The best Xbox 360 game (Leipzig Games Convention)
- Award for best action par 1UP.com (Electronic Entertainment Expo)
- Award for Excellence au Japan Game Awards

### Ventes
Le jeu a déjà été vendu à plus de 2,3 millions d'exemplaires.